# Braniff International
Braniff International Airways fue una aerolínea estadounidense que existió desde 1928 hasta 1982. Operó en las zonas centro y sur de la zona oeste de los Estados Unidos de América, Sudamérica, Panamá, y en sus últimos años, a Asia y Europa. La aerolínea cesó sus operaciones el 12 de mayo de 1982, víctima de la escalada de precios del combustible, así como a su agresiva e insostenible campaña de expansión y la feroz competencia que siguió a los cambios posteriores al acta de desregularización del mercado aéreo de 1978.

## Creación y primeras décadas
En 1928 un agente de seguros y financiero llamado Thomas E. Braniff financió la creación de una aerolínea con su hermano Paul Revere Braniff, llamada Paul R. Braniff, Inc. La aerolínea fue llamada Tulsa-Oklahoma City Airways y ofrecía servicios de transporte de pasajeros entre la mayoría de ciudades importantes de Oklahoma. Los hermanos Braniff se mantuvieron al frente de la compañía, incluso cuando los propietarios cambiaron. Habitualmente se compara a Braniff con lo que serían las aerolíneas americanas de hoy en día. Sin embargo, después de operar brevemente la división de Braniff, la compañía propietaria la incorporó a AVCO.
Los hermanos Braniff inauguraron otra aerolínea en 1930 conocida como Braniff Airways, Inc. Durante los años 30, Braniff Airways expandió sus servicios al centro de los Estados Unidos. La existencia de Braniff fue asegurada para la supervivencia a largo plazo cuando Paul Braniff, entonces director general, voló a Washington D. C., para solicitar la ruta de correo aéreo entre Chicago y Dallas. La Oficina de Correos de los Estados Unidos garantizó a Braniff su primera ruta aérea de correos, en el despertar del escándalo del correo aéreo en 1934. En 1935, Braniff se convirtió en la primera aerolínea en volar desde Chicago, Illinois a la frontera entre Estados Unidos y México. Paul Braniff abandonó la aerolínea en 1935 para perseguir otros intereses pero Tom Braniff retuvo el control de la aerolínea y contrató a Charles "Chuck" Beard para poner a la aerolínea a efectuar sus operaciones del día a día. Beard fue nombrado presidente y consejero delegado de Braniff en 1954.
Según pasaban los años, Braniff adquirió otras aerolínea, así como los nuevos Douglas DC-2 y Douglas DC-3 para estimular su expansión. Muchas de las operaciones de las compañías siguieron efectuándose vuelos desde sus bases del centro y oeste de los Estados Unidos. Durante la Segunda Guerra Mundial, la aerolínea cedió los aviones de su flota al ejército de los Estados Unidos, y sus instalaciones de Dallas Love Field y por todo el país instaló escuelas de entrenamiento para pilotos y mecánicos. Durante la década de los 40, Braniff fue autorizado por la Civil Aeronautics Board (quien en aquel entonces regulaba la aviación en los Estados Unidos) para operar destinos del Caribe, Latinoamérica, y Sudamérica. Estas rutas fueron operadas por los nuevos y mejorados aviones Douglas DC-6.
Durante la década de los 50 expandió su red de vuelos nacionales. La adquisición de aviones Mid-Continent Airlines en 1952 permitió a Braniff añadir un número ingente de destinos domésticos a su red de vuelos norte-sur ya totalmente asentada. El 10 de enero de 1954, Thomas E. Braniff murió en un avión de United Gas, que, después de quedarse totalmente congelado, se estrelló en las proximidades de un lago, exactamente en la orilla del lago Wallace, 15 millas a las afueras de Shreveport, Caddo Parish, (Luisiana).
De acuerdo con la información suministrada por el Capitán George A. Stevens: El señor Braniff se encontraba en una expedición de caza con un grupo de importantes ciudadanos de Louisiana, (incluyendo a Milton Weiss - hermano de Seymour Weiss, de la Huey Long Fame). Despegaron de un pequeño lago de caza de patos a las afueras de Shreveport en un avión Grumman-Mallard que carecía de sistema de deshielo. Las alas se congelaron e intentaron aterrizar. Una de las alas impactó con el tronco de un ciprés y el avión se estrelló contra la orilla. Estalló en llamas y perdieron la vida las 12 personas que iban a bordo (incluyendo a un buen número de los líderes civiles más importantes de Shreveport).
Paul R. Braniff murió un año más tarde de cáncer. Charles "Chuck" Beard se convirtió en el primer no-Braniff en convertirse en presidente de la aerolínea después de la muerte de Tom. Él llevó a Braniff a la edad de los aviones de reacción, y puso toda la carne en el asador para que Braniff consiguiese tener al 95% de los aviones de la compañía, como aviones de reacción en 1965.
En 1959, Braniff entró en la era del avión de reacción con la entrada del Boeing 707-227.
El 30 de abril de 1961, el segundo B720-027 ( N7077 ) de Braniff sustituye a los Electra en la ruta Minneapolis - Kansas City - Dallas - San Antonio - Ciudad de México.

## El final del avión llano
En 1965, Troy Post — entonces consejero de Greatamerica Corporation, una propietaria de una compañía de seguros con base en Dallas, Texas — adquirió Braniff como parte del conglomerado de empresas entre las que se incluyen National Car Rental. Tanto Braniff como National fueron elegidas después de que el consejero ejecutivo de Greatamerica, C. Edward Acker, identificase a ambas como compañías "precariamente dirigidas". Como parte de la adquisición, Acker se convirtió en el vicepresidente ejecutivo y en el consejero ejecutivo de Braniff.
En 1965, Post contrató a Harding L. Lawrence, el vicepresidente ejecutivo de Continental Airlines, para ser el nuevo presidente de Braniff International; al mismo tiemp, Post se casó con la hermana de Lawrence. Lawrence vendió a la prensa la idea de que Braniff era percibida como una aerolínea "sumergida" — aunque la aerolínea tenía vuelos desde Dakota del Norte a Argentina, y era por aquel entonces la undécima aerolínea más grande del mundo (en concepto de ganancias de pasajero/milla). Lawrence trabajo duramente para dotar a Braniff de una imagen lustrosa, moderna y que llamase la atención. Durante los siguientes 15 años, Lawrence efectuó un plan de expansión en nuevos mercados sumamente agresivo - combinado con ideas poco ortodoxas en la industria aérea - llevó a Braniff a alcanzar unos resultados financieros y operativos récord en la industria aérea, y alcanzando unas ganancias diez veces por encima de lo normal aun con sólo unas ocupaciones del 50%. Sin embargo, las mismas ideas que hicieron que Braniff obtuviese una gran reputación en los Estados Unidos pudo haber sido lo que condujese a la aerolínea a la quiebra.
Para reparar la imagen de Braniff, Lawrence contrató a Jack Tinker Associates, quien asignó a Mary Wells, ejecutiva de marketing, como encargada de cuentas. Lo primero en hacer, era reparar la imagen pública de Braniff — incluyendo la librea roja, blanca, y azul que era percibida como "seria" (aunque, la librea de Braniff "The El Dorado Super Jet" de 1959 obtuvo premios por su diseño). El arquitecto de Nuevo México Alexander Girard y el diseñador italiano Emilio Pucci, fueron contratados, y con este nuevo talento creativo, Braniff comenzó la campaña "El fin de los aviones lisos".
Como recomendación de Girard, la antigua librea fue desechada en favor de los aviones pintados en un único color, seleccionándolos de una amplia gama de colores brillantes. Girard quería los aviones pintados de morro a cola en colores como el "Marrón Chocolate" y el "Violeta Metálico." También creó un pequeño logo distintivo con las letras "BI" y unos pequeños títulos. Ingeniería de Braniff y el departamento de publicidad de Braniffmodificaron los colores de Girard, alargaron las letras "BI", y añadieron alas y colas blancas. Esto, irónicamente, estaba basado en el esquema "Vega" de la década de los 30, que también eran aviones coloridos con alas y colas en blanco. La nueva flota de la "judía de gelatina" estaba dotada de colores marcados como el beige, el ocre, el naranja, el turquesa, el azul claro, el azul medio, el amarillo limón, y el lavanda (el lavanda fue retirado un mes después, porque el lavanda y el negro estaban considerados como portadores de mala suerte en México). Girard también equipó los interiores con 57 variaciones diferentes de los textiles de Herman Miller. 15 colores fueron utilizados por Braniff para el exterior de los aviones durante los años 60 (Harper y George modificaron los siete colores originales de Girard en 1968). Muchos de los esquemas de color fueron aplicados al interior de los aviones, salas de espera, puestos de venta de billetes, y su edificio de dirección. Estos aviones volaron desde México, Latinoamérica, y Sudamérica.
Pucci utilizó una serie de temáticas aeronáuticas en sus creaciones de los uniformes de los tripulantes. Para los tripulantes de cabina, Pucci utilizó la temática de la "era del espacio", incluyendo burbujas de plástico (rememorando al casco del Capitán Video) que los tripulantes de cabina podían llevar entre la terminal y el avión para prevenir que se estropeasen sus peinados. Sin embargo, la "burbuja espacial" fue retirada tras un mes porque los cascos se rompían fácilmente, no había un lugar para dejarlos dentro del avión, y muchos aeropuertos contaban con pasarelas de acceso a aeronaves que hacían los cascos innecesarios. Los tripulantes de cabina recibieron el apelativo de "anfitriones" de Braniff y estaban dotados de uniformes y accesorios compuestos de partes intercambiables que podían ser retirados o puestos según las necesidades. En 1969 Pucci diseñó el "Pucci IV", para la introducción del "747 Braniff Place" (1971). La colección fue presentada en el Dallas Hilton por el propio Pucci, en 1970. Hoy en día todos los diseños de Pucci para Braniff tienen un alto valor.
En 1968, Braniff amplió su campaña publicitaria que mostraba a Andy Warhol, Sonny Liston, Salvador Dalí, Whitey Ford, el Conejito de Playboy, y otras personalidades de la época volando con Braniff. Se convirtió en una de las mejores campañas publicitarias que salieron de Madison Avenue, mostrando estilo y arrogancia; uno de los eslóganes publicitarios fue "si tu puedes — ¡Alardea de ello!" Aunque la dirección la consideró una campaña muy exitosa, los pasajeros frecuentes de Braniff estaban furisos por la grandilocuencia y la percepción de tratarse de una "broma de muy mal gusto", provocando que muchos directivos tuviesen que abandonar Braniff.
Operacionalmente, Braniff entró en la era la reacción en 1959 con el Boeing 707-227, adquiriendo cuatro de estos aviones, y un quinto se estrelló cuando aun continuaba bajo la tutela de Boeing. Braniff fue la única aerolínea que efectuó pedidos de la serie -200 del avión de Boeing; en 1971, estos 707 fueron vendidos a BWIA. Los Boeing 720 fueron añadidos poco después. En 1964, Braniff se convirtió en el cliente de lanzamiento estadounidense del avión bimotor británico BAC-111. En 1965, el 95% de los aviones de Braniff eran a reacción. Después de su llegada a finales de la primavera de 1965, Lawrence canceló la mayoría de los pedidos restantes del BAC-111 (los pedidos habían sido efectuados por Charles Beard, presidente entre 1954 y 1965) en favor del mayor Boeing 727 trimotor. Braniff efectuó pedidos de algunas de las nuevas variantes del 727, incluyendo la nueva variante de "cambio rápido" entre carga y pasajeros, el modernizado -200, y después el -200 Advanced. En 1969, los aviones turbohélice fueron retirados, convirtiéndose Braniff en una aerolínea "a reacción". A mediados de los años 70, Braniff operaba la mayor flota de aviones Boeing 727 del mundo, e incentivó el concepto de estandarización de flota y los beneficios que aportaba el operar un único tipo de avión. También durante este periodo (1967), Braniff adquirió Panagra, que incrementó su ya de por sí fuerte presencia en Sudamérica.

## Rediseños de los años 1970, y la llegada del 747 a Braniff

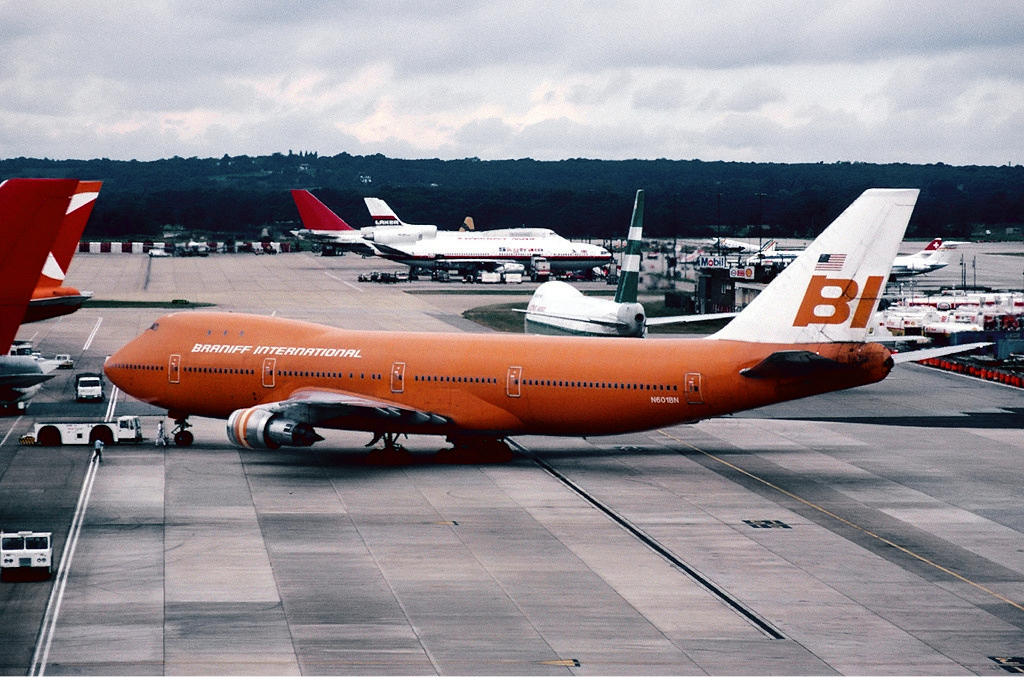
Boeing 747-100 en London Gatwick Airport en 1981.

En 1973, Alexander Calder fue contratado por Braniff para pintar un avión. Este era un Douglas DC-8-62 matrícula N1805 conocido como "Flying Colours Of South America" En 1975, fue presentado en el Paris Air Show en París (Francia). Sus diseños reflejaban los colores brillantes y los diseños simples de Sudamérica y Latinoamérica, y fue utilizado principalmente en sus vuelos a Sudamérica. A finales de 1975, presentó el "Flying Colours of United States" para conmemorar el Bicentenario de los Estados Unidos. En esta ocasión, el avión era un Boeing 727-200 con la matrícula N408BN. La primera dama Betty Ford bautizó el "Flying Colours of EEUU" en Washington D. C.. Calder murió en 1976 cuando estaba terminando una tercera librea, llamada "Flying Colours of Mexico"; esta librea no llegó a utilizarse en ningún avión.
En 1977, Braniff despidió a Pucci como su diseñador de uniformes. El diseñador americano de moda y costura Halston fue contratado para devolver a Braniff un aspecto más americano. Sus diseños de cuero—conocidos como "Ultra"—fueron aplicados a uniformes y flota, incluyendo los nuevos Boeing 727-200 de Braniff (así como los aviones "Colores volantes"). Sus uniformes y diseños simplistas fueron alabados por críticos y pasajeros.
En 1970, Braniff recibió el Boeing 747 número 100 construido por Boeing—un avión 747-127, con registro N601BN—y comenzó sus vuelos "jumbo" a Hawái el 15 de enero de 1971. Este avión, conocido como la "Plaza 747 de Braniff" y "La dirección más exclusiva en el cielo", se convirtió en el estandarte de la aerolínea. En 1978, el N601BN efectuó el vuelo inaugural de Dallas/Fort Worth a Londres. Más 747s fueron añadidos, incluyendo la variante 747SP, para efectuar los vuelos a Asia y Europa. Los Douglas DC-8 se aproximaban a su jubilación a finales de los 70, y se comenzó a especular sobre cual sería su recambio, si los nuevos McDonnell Douglas MD-80, los Boeing 757, o los Boeing 767 que serían algunos de los recambios naturales de los DC-8-62 (que operaban las rutas a Sudamérica). Sin embargo, los problemas financieros de la aerolínea pronto volvieron estas cuestiones irrelevantes.

## Desregularización
En 1978, Braniff permanecía como una de las compañías que más rápido crecían y que cosechaban unos mayores beneficios de los Estados Unidos. Pero la desregularización de la industria aérea fue introducida en 1978, y Braniff bajo el mandato de Lawrence no vio bien este cambio.
Lawrence creía que la respuesta que se debía dar a la desregularización era incrementar enormemente sus vuelos; en consecuencia, los vuelos de cabotaje se incrementaron un 50%, con vuelos a 16 ciudades nuevas. Se crearon bases de vuelos internacionales en Boston y Los Ángeles para atender al esperado aumento de viajeros que saliesen de Norteamérica. Esto permitiría añadir vuelos a Tokio, así como un "camino del petróleo" entre Dallas, Houston, y Dubái; sin embargo, estas rutas nunca llegaron a entrar en servicio.
Desgraciadamente, muy pocos de los nuevos negocios previstos llegaron a materializarse; los vuelos con 747 desde la nueva base de Boston funcionaron realmente mal, con aviones que volaban prácticamente vacíos. Los gastos de los nuevos equipamientos y de las nuevas bases incrementaron enormemente la deuda de Braniff; se incrementó aún más la deuda cuando Braniff decidió mover su principal base de operaciones de Love Field en Dallas al Aeropuerto Internacional Dallas-Fort Worth, completada con una nueva sede más grande en la zona oeste del nuevo aeropuerto. Las preocupantes cifras de ocupación de Braniff, que eran especialmente intolerables con los 747, muy caros de operar, y las elevadas deudas combinadas con las elevadas caídas financieras, estaban acabando con la compañía. Las deudas crecientes así como las denuncias de fraude contable propiciaron la dimisión de Harding Lawrence en 1980.

## El Concorde
La aerolínea comenzó a operar el Concorde en 1979 entre Dallas/Fort Worth y Washington D. C., a París y Londres en un intercambio de vuelos con Air France y British Airways. Los vuelos entre los aeropuertos de Dallas/Fort Worth y Washington Dulles estaban comandados por tripulantes de Braniff mientras que tripulaciones británicas o francesas se encargaban del trayecto restante hasta Europa. Sobre terreno estadounidense, el Concorde tenía limitada su velocidad a Mach 0.95, aunque las tripulaciones volaban frecuentemente un poco por encima de Mach 1; los aviones volaban a Mach 2 sobre aguas oceánicas. El cambio de propietarios tuvo lugar en Washington a la vez el Concorde volaba en los Estados Unidos. Braniff era propietario de los aviones que utilizaba en sus vuelos de cabotaje, si bien los aviones recibieron un nuevo registro que temporalmente fue puesto mediante pegatinas. La propiedad fue entonces devuelta a Air France o British Airways en el tramo transatlántico.
Los vuelos del Concorde provocaron un desastre financiero a Braniff. Aunque Braniff subía el precio sólo un 10% sobre la tarifa normal de primera clase de vuelo del Concorde - más tarde retiró dicho plus - el avión, que contaba sólo con 100 asientos a menudo volaba con no más de 15 pasajeros. Mientras tanto, los Boeing 727 que volaban la misma ruta iban llenos muy a menudo. En consecuencia, los vuelos del Concorde se retiraron tras poco más de un año de operación.
Aunque muchas postales muestran un Concorde de Braniff, la librea de la compañía nunca fue aplicada al lateral de ningún Concorde, y los aviones permanecieron en los colores de British Airways y Air France durante todo el tiempo de operación.

## Flota
Braniff contaba con una de las flotas más nuevas y modernas de la industria aeronautica. A lo largo de la década de 1970 se siguió un retiro planificado de aviones más antiguos junto con la adición de aproximadamente ocho a diez nuevos aviones por año. Sin embargo, al mismo tiempo, la empresa retiraba entre cuatro y seis aviones más antiguos cada año.

### Flota de Braniff International Airways
| Aeronave                              | Total | Introducido | Retirado | Información |
| ------------------------------------- | ----- | ----------- | -------- | --- |
| Aerospatiale-BAC Concorde             | 10    | 1979        | 1980     | Estos aviones eran propiedad de Air France y British Airways. Fueron alquilados y operados por tripulaciones de Braniff.                                                            |
| BAC 1-11                              | 14    | 1965        | 1972     | Se retiraron en 1972, pero un de ellos se convirtió para trabajos ejecutivos hasta 1977.                                                                                            |
| Boeing 707-138B                       | 4     | 1969        | 1973     | |
| Boeing 707-227                        | 5     | 1959        | 1971     | Solo se entregaron cuatro, ya que el N7071 se estrelló durante el vuelo previo a la entrega en Oso, Washington, en octubre de 1959.                                                 |
| Boeing 707-327C                       | 9     | 1966        | 1973     | |
| Boeing 720                            | 9     | 1961        | 1973     | Seis eran Serie-027, dos Serie-048 y uno Serie-022. |
| Boeing 727-100                        | 46    | 1966        | 1982     | El pedido original incluía un avión combinado "Quick Change" para poder transportar pasajeros y carga en la cubierta principal.                                                     |
| Boeing 727-200                        | 79    | 1970        | 1982     | |
| Boeing 747-100                        | 4     | 1971        | 1982     | |
| Boeing 747-200B                       | 4     | 1978        | 1982     | |
| Boeing 747-200C                       | 1     | 1979        | 1981     | Alquilado a World Airways. |
| Boeing 747SP                          | 3     | 1979        | 1982     | |
| Convair CV-240                        | 4     | 1952        | 1953     | |
| Convair CV-340                        | 26    | 1952        | 1967     | Se decidió conservar dos unidades hasta 1969 para utilizarlos como repuestos. |
| Convair CV-440                        | 6     | 1956        | 1966     | |
| Curtiss C-46 Commando                 | 2     | 1955        | 1963     | |
| Douglas C-54 Skymaster y Douglas DC-4 | 10    | 1945        | 1954     | Cinco modelos A y cinco modelos B. |
| Douglas DC-2                          | 7     | 1937        | 1942     | |
| Douglas DC-3                          | 46    | 1939        | 1960     | |
| Douglas DC-6                          | 11    | 1947        | 1965     | Nueve DC-6, un DC-6A y un DC-6B. |
| Douglas DC-7C                         | 7     | 1956        | 1966     | |
| Douglas DC-8-31                       | 4     | 1967        | 1967     | |
| Douglas DC-8-51                       | 6     | 1973        | 1980     | |
| Douglas DC-8-55CF                     | 1     | 1967        | 1967     | Alquilado a Douglas Aircraft Company. |
| Douglas DC-8-62                       | 10    | 1967        | 1982     | |
| Fairchild 71                          | 5     | 1929        | 1930     | |
| Fokker F-10A                          | 1     | 1929        | 1930     | |
| Hamilton H-47                         | 4     | 1929        | 1930     | |
| Lockheed Model 10 Electra             | 7     | 1935        | 1940     | Usado para la guerra. |
| Lockheed L-049 Constellation          | 2     | 1955        | 1959     | Guardados hasta su venta entre 1960 y 1961 |
| Lockheed L-188A Electra               | 11    | 1959        | 1969     | Incluido un Modelo C. Únicas unidades con turbohélice principal operadas por la aerolínea. La flota se vendió en marzo de 1968 pero luego se volvió a arrendar hasta abril de 1969. |
| Lockheed Vega                         | 12    | 1930        | 1937     | |
| Mohawk Pinto                          | 1     | 1929        | 1930     | |
| Stinson Detroiter                     | 2     | 1928        | 1929     | |
| Alexander Eagle Rock Longwing         | 1     | 1928        | 1929     | |
| Ryan B-1 Brougham                     | 1     | 1928        | 1929     | |
| Travel Air 2000                       | 2     | 1928        | 1929     | |
| Travel Air 4000D                      | 1     | 1928        | 1929     | |
| Travel Air A6000-A                    | 1     | 1928        | 1929     | |
| Travel Air S6000-B                    | 1     | 1929        | 1930     | Era un A6000-A modificado. |

## Bancarrota
El 12 de mayo de 1982, Braniff Airways canceló todas sus operaciones, terminando así con 54 años de servicio en la industria aeronáutica americana. Los vuelos de Braniff en DFW de esa mañana fueron inmovilizados de repente, y los pasajeros a bordo de los aviones fueron forzados a desembarcar, diciéndoles que Braniff ya no existía.
El día anterior, el 11 de mayo de 1982, el presidente ejecutivo de la aerolínea, Howard Putnam, que fue presidente de Southwest Airlines entre 1978 y 1981, abandonó un proceso judicial en el Palacio de Justicia en Brooklyn, Nueva York, después de que se denegase una ampliación de crédito de los principales acreedores de la aerolínea debido a la gran deuda acumulada bajo el mandato de Harding Lawrence.
En los días siguientes, todos los aviones de Braniff con base en Dallas/Fort Worth permanecieron parados en la plataforma de la terminal 2W.

## Organizaciones sucesoras
Se crearon tres aerolíneas después del cese de Braniff. Los antiguos empleados de Braniff fundaron Sun Country Airlines con base en Minnesota en 1983. Tenía una flota compuesta de aviones Boeing 727-200 y DC-10 que duró hasta 2001. Se reorganizó y actualmente vuela con una moderna flota de aviones Boeing 737-800.
Dos aerolíneas más fueron creadas tras la desaparición de Braniff:
- Braniff, Inc, fundada en 1983 por la corporación Hyatt bajo la protección de la corporación "Dalfort."
- Braniff International Airlines, Inc., fundada en 1991 por el financiero Jeffrey Chodorow.

Los restos de la Braniff original (incluyendo el número original de pago de tasas de Braniff Airways)
Están en posesión de una empresa llamada "Asworth" con base en Dallas. Asworth fue creada por la antigua corporación "Dalfort" y es responsable del pago de las pensiones de los pilotos de acuerdo con el Braniff Retired Pilots Group, B.I.S.E.

## Incidentes y accidentes
- Un Boeing 707 de Braniff se estrelló en Arlington, Washington el 19 de octubre de 1959. Aunque el avión no era oficialmente de Braniff, iba a ser entregado a esta al día siguiente y ya llevaba los colores y el logo de Braniff. El avión, un Boeing 707-227, con registro N7071, efectuaba un vuelo de prueba con dos pilotos de prueba de Boeing, y dos pilotos de Braniff a bordo. El piloto de Braniff efectuaba una serie de virajes cerrados, sin embargo uno de los virajes se efectuó más allá de las restricciones de viraje permitido. El avión quedó fuera de control, pero el piloto fue capaz de recuperar el control del aparato. Sin embargo, durante la recuperación, los motores 1, 2 y 4 se apagaron. El avión se estrelló junto al Rio Stillaguamish al noreste de Arlington. Los dos pilotos que estaban en la cabina de vuelo no sobrevivieron al aterrizaje de emergencia, pero los otros dos pilotos que estaban sentados en la sección de cola si sobrevivieron. Aun existe a día de hoy un rastro en los árboles del lado norte del río.

- El vuelo 542 de Braniff se estrelló en Buffalo, Texas, el 29 de septiembre de 1959. Se encontraba en curso a Dallas, Texas, desde Houston, Texas y el accidente provocó la muerte de los veintinueve pasajeros y los cinco miembros de la tripulación. El avión, con número de registro N9705C, era un Lockheed L-188 Electra que sólo llevaba volando con Braniff once días. El gabinete de aeronáutica civil achacó el accidente a la teoría de "modo de giro" de las hélices.

- El vuelo 250 de Braniff se accidentó en Falls City, Nebraska, el 6 de agosto de 1966. Se encontraba en ruta a Omaha, Nebraska, desde Kansas City, Misuri. Los treinta y ocho pasajeros y los cuatro miembros de la tripulación murieron en el accidente. El avión era un BAC 1-11 203, con número de registro N1553.

- El vuelo 352 de Braniff se estrelló en Dawson, Texas, el 3 de mayo de 1968. Desde hacía nueve años, el vuelo 542 efectuaba la ruta de Houston, Texas a Dallas, Texas. Los setenta y nueve pasajeros y los cinco miembros de la tripulación murieron en el accidente. El avión era un Lockheed Electra II, con registro N9707C. Dos empleados de Braniff, un secretario de la división de carga, y un ingeniero de construcción de Braniff estuvieron entre los muertos.